# Edward Andrei
Edward Andrei (n. 19 ianuarie 1975, București, România) este un fost jucător român de polo pe apă care a concurat la Jocurile Olimpice de vară din 1996.